# Ahmad Salamatian
Ahmad Salamatian (persan : احمد سلامتیان; né en 1944, Ispahan) est un intellectuel et un ancien parlementaire iranien. 

## Biographie
Ancien secrétaire d'État aux Affaires étrangères (Iran), cofondateur du Comité pour la Défense de la Liberté et des Droits de l'Homme en 1977, il a été le directeur de campagne de Abolhassan Banisadr à l'élection présidentielle de 1980. 
Vice-ministre des affaires étrangères en 1979, il est élu au parlement Iranien en février 1980. Il avait vécu en exil en France avant 1979 et la Révolution Iranienne, ayant obtenu un diplôme d'études approfondies en sciences politiques de l'Université de Paris en 1966 : il y retourne en septembre 1981, après Bani Sadr,.
Il collabore régulièrement avec les médias français comme Le Monde diplomatique, France Culture, Libération, Le Point, Le Monde et L’Express.

## Publication
- Iran : la révolte verte - La fin de l'islam politique ?, (en collaboration avec Sara Daniel), Éditions Delavilla, 2010[7]